# Sinembiidae
Sinembiidae – rodzina wymarłych owadów z rzędu nogoprządek, obejmująca rodzaje  Juraembia - Sinembia.